# Ausgleichsordnung
Ausgleichsordnung (abgekürzt AO) war in Österreich der Name des Gesetzes, das das Ausgleichsverfahren regelte. Neben der Konkursordnung war die Ausgleichsordnung die wichtigste Rechtsquelle des Insolvenzrechts.
Der Ausgleich zielte im Gegensatz zum Konkurs nicht auf die Liquidation des insolventen Rechtsträgers ab, sondern auf seine finanzielle Sanierung. Die Ausgleichsquote musste mindestens 40 % der aushaftenden Forderungen betragen und die Gläubiger mussten dem teilweisen Erlass ihrer Forderungen mehrheitlich zustimmen. Binnen zwei Jahren  erhielten sie dann vom Schuldner den entsprechenden Anteil ihrer Forderung.
Das Ausgleichsverfahren hatte geringere Kosten als ein Konkurs und daher meist höhere Rückzahlungen an die Gläubiger. Dennoch war es zuletzt selten geworden, da meist der für den Gesamtschuldner günstigere Zahlungsplan vereinbart wurde.
Die Ausgleichsordnung trat mit Ablauf des 30. Juni 2010 im Zuge des Insolvenzrechtsänderungsgesetzes 2010 außer Kraft.

## Gliederung
- I. Teil: Ausgleichsverfahren
  - 1. Abschnitt: Eröffnung des Ausgleichsverfahrens
  - 2. Abschnitt: Wirkung der Eröffnung des Verfahrens
  - 3. Abschnitt: Ansprüche im Ausgleichsverfahren
  - 4. Abschnitt: Organe des Ausgleichsverfahrens
  - 5. Abschnitt: Ausgleichstagsatzung
  - 6. Abschnitt: Inhalt des Ausgleichs
  - 7. Abschnitt: Bestätigung des Ausgleichs
  - 8. Abschnitt: Wirkung des Ausgleichs
  - 9. Abschnitt: Aufhebung, Fortsetzung und Einstellung des Verfahrens
  - 10. Abschnitt: Nichtigkeit und Unwirksamkeit des Ausgleichs
  - 11. Abschnitt: Ausgleich einer Handelsgesellschaft oder eines Gesellschafters, einer Verlassenschaft oder einer juristischen Person
  - 12. Abschnitt: Allgemeine Verfahrensbestimmungen
- II. Teil